# Půst Gedaljův
Půst Gedaljův (hebrejsky צום גדליה‎, Com Gedalja) je veřejný postní den v judaismu, připomínaný 3. tišri (den po skončení Roš ha-šana) na paměť zavraždění místodržícího Gedalji ben Achikam v Micpe. Příběh o Gedaljovi můžeme nalézt v 2. knize Královské 25, 22-26:
| „                       | Nad lidem, který byl ponechán v judské zemi, který tam ponechal Nebúkadnesar, král babylónský, ustanovil správcem Gedaljáše, syna Achíkama, syna Šáfanova. Když uslyšeli všichni velitelé vojsk i jejich mužstvo, že babylónský král stanovil správcem Gedaljáše, přišli ke Gedaljášovi do Mispy. Byl to Jišmael, syn Netanjášův, Jóchanan, syn Karéachův, Serajáš, syn Tachumeta Netófské ho, a Jaazanjáš, syn Maakaťanův, každý se svým mužstvem. Gedaljáš je i jejich mužstvo přísežně ujistil: „Nebojte se stát se kaldejskými služebníky. Zůstaňte v zemi, služte babylónskému králi a povede se vám dobře.“ Avšak v sedmém měsíci přišel Jišmael, syn Netanjáše, syna Elíšamova, z královského potomstva, s deseti muži a ubili Gedaljáše k smrti, i Judejce, kteří byli s ním v Mispě. Pak se všechen lid, malí i velicí, i velitelé vojsk sebrali a přitáhli do Egypta, protože se báli Kaldejců. | “ |
| — 2. Královská 25:22-26 | |   |

Gedaljova smrt tak znamenala definitivní konec židovské samostatnosti v Judsku až do navrácení se z Babylonského zajetí po nástupu Peršanů. Proto byl na den výročí jeho smrti ustaven půst, neboť jeho smrt byla vykládána jako paralela ke zničení Chrámu (Tiš'a be-av). Původně existovaly dohady, zda nebyl Gedalja zavražděn 1. tišri, tedy na Nový rok. Půst byl proto ustaven na 3. tišri, aby nenarušoval sváteční den.
Půst Gedaljův patří do kategorie lehčích postní dnů, trvá od úsvitu do soumraku. Pokud by měl připadnout na šabat, odkládá se na následující den. Žádné práce ani jiné činnosti (kromě jídla a pití) nejsou během dne zakázány. V liturgii je půst připomenut modlitbou Anenu vloženou do Amidy během Šacharit a Mincha, a čtením z Tóry Ex 32, 11–14 (Kral, ČEP) a Ex 34, 1–10 (Kral, ČEP).